# Латентний аутоімунний діабет у дорослих
Латентний аутоімунний діабет у дорослих (англ. LADA — latent autoimmune diabetes in adults; «діабет 1,5 типу») — цукровий діабет, симптоми і початковий перебіг, якого відповідають клінічній картині діабету другого типу, але при цьому за етіологією є ближчим до діабету першого типу: виявляються антитіла до бета-клітин підшлункової залози і ферменту глутаматдекарбоксилази. За різними оцінками, в різних популяціях від 6 % до 50 % пацієнтів з діагнозом «діабет II типу» насправді вражені латентним аутоімунним діабетом дорослих.